# كراني
كراني (بالإنجليزية: Kranj)‏ هي مدينة ومستوطنة تقع في سلوفينيا في Kranj City Municipality. يقدر عدد سكانها بـ 37,129 نسمة ومساحتها 148 كم2 وترتفع عن سطح البحر 386 متر.

## المدن التوأمة
مدن أولدهام، زمون ‏، زينتا، آمبرغ، ريفولي (مدينة) وبانيا لوكا هي مدن توأمة لـكراني.

## أعلام
- جوزيب إيغارتنر
- فرانتسيه بريشيرن
- ألكسندر رادوسافلييفيتش
- بويان يوكيتش